# Parafia Najświętszego Serca Pana Jezusa w Dębicy
Parafia pw. Najświętszego Serca Pana Jezusa w Dębicy - parafia rzymskokatolicka znajdująca się w diecezji tarnowskiej w dekanacie Dębica Zachód. Erygowana w 1982. Mieści się przy ulicy Orlej.